# St. Johann Baptist und Georg (Tegernau)

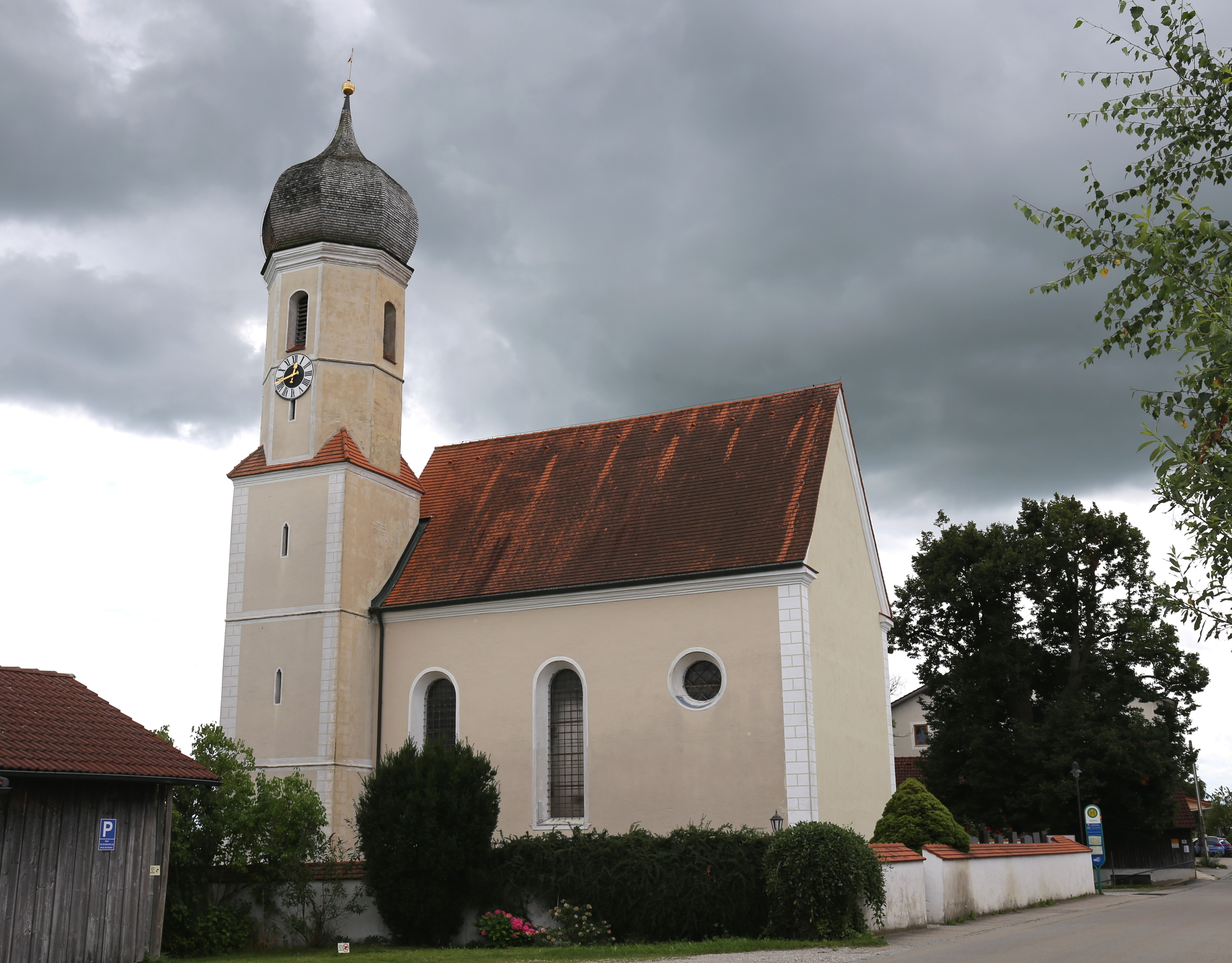
St. Johann Baptist und Georg in Tegernau

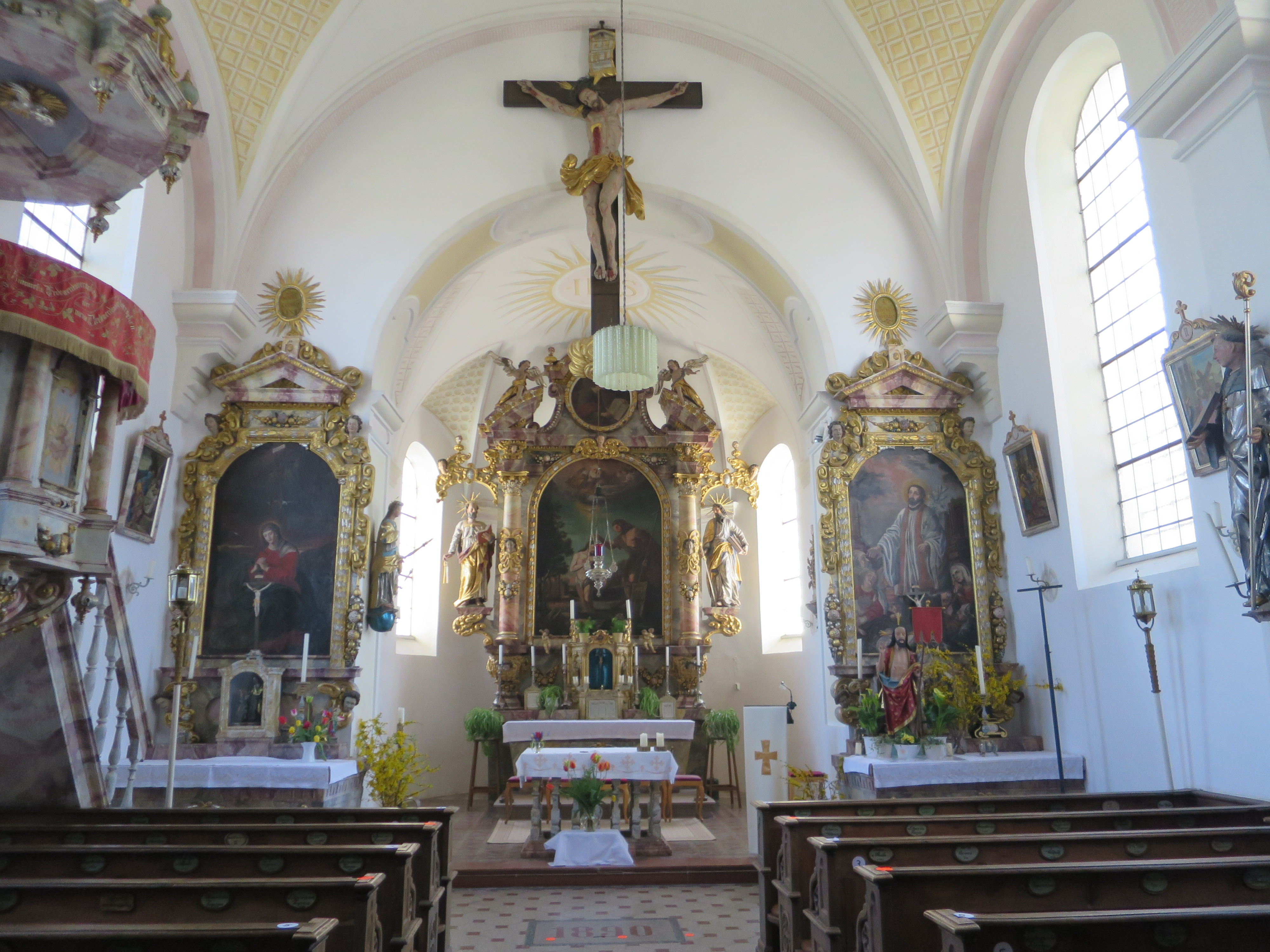
Innenraum

Die römisch-katholische Filialkirche St. Johannes Baptist und Georg steht in Tegernau, einem Gemeindeteil von Frauenneuharting im oberbayerischen Landkreis Ebersberg. Sie ist in der Liste der Baudenkmäler in Frauenneuharting als Baudenkmal unter der Nr. D-1-75-119-28 eingetragen. Die Kirche gehört zum Dekanat Ebersberg im Erzbistum München und Freising.

## Beschreibung
Die barocke Saalkirche wurde 1671 auf den Grundmauern des gotischen Vorgängerbaus errichtet. Sie besteht aus dem Langhaus, dem eingezogenen, halbrund geschlossenen Chor im Osten und der Sakristei an der Südwand des Chors. Der Chorflankenturm auf quadratischem Grundriss an der Nordwand des Chors enthält in seinem achteckigen, mit einer Zwiebelhaube bedeckten Obergeschoss die Turmuhr und den Glockenstuhl.
Der am Ende des 17. Jahrhunderts aufgestellte Hochaltar wird von den Skulpturen des Simon Petrus und des Paulus von Tarsus flankiert. Im Altarretabel ist die Taufe Jesu dargestellt. Ein hölzernes Relief mit dem heiligen Georg stammt aus der abgebrochenen Kapelle des Schlosses Eichbichl.
Die Orgel mit fünf Registern auf einem Manual und Pedal wurde 1907 von Franz Borgias Maerz  erbaut.